# Старобалтачевська сільська рада
Старобалта́чевська сільська рада (рос. Старобалтачевский сельский совет) — муніципальне утворення у складі Балтачевського району Башкортостану, Росія. Адміністративний центр — село Старобалтачево.
Станом на 2002 рік присілок Староякшеєво перебував у складі Сейтяковської сільради.

## Населення
Населення — 7069 осіб (2019, 6942 в 2010, 7073 в 2002).

## Склад
До складу поселення входять такі населені пункти:
| Населений пункт         | Населення, осіб (2002) | Населення, осіб (2010) |
| ----------------------- | ---------------------- | ---------------------- |
| Кум'язи, присілок       | 592                    | 532                    |
| Старобалтачево, село    | 5601                   | 5598                   |
| Староілікеєво, присілок | 184                    | 169                    |
| Староякшеєво, присілок  | 555                    | 528                    |
| Туктаєво, присілок      | 141                    | 115                    |